# Edith Demaertelaere
Edith Demaertelaere (Rocourt, 8 december 1964) is een Belgische voormalige atlete, die gespecialiseerd was in de sprint. Zij werd eenmaal Belgisch kampioene.

## Loopbaan
Demaertelaere werd in 1981 op de 200 m Belgisch kampioene. Zij nam dat jaar ook deel aan de Europese kampioenschappen voor junioren. Zowel op de 100 m als op de 200 m bereikte ze de halve finale.
Demaertelaere was aangesloten bij SC Anderlecht en verhuisde daarna naar Racing Club Brussel. In 1985 trouwde ze met collega sprinter Jacques Borlée. Samen met hem kreeg ze vijf kinderen, van wie er vier profatleet werden: Olivia, de tweeling Kevin en Jonathan en Dylan Borlée. Na de geboorte van de tweeling probeerde ze een comeback, maar ze raakte gekwetst aan de achillespees.

## Belgische kampioenschappen
| Onderdeel | Jaar |
| --------- | ---- |
| 200 m     | 1981 |

## Persoonlijke records
| Onderdeel | Prestatie | Jaar |
| --------- | --------- | ---- |
| 100 m     | 11,71 s   | 1981 |
| 200 m     | 23,89 s   | 1984 |
| 400 m     | 54,09 s   | 1984 |

## Palmares

### 100 m
- 1981:  BK AC - 11,85 s
- 1981: 7e ½ fin. EK U20 in Utrecht - 11,81 s

### 200 m
- 1981:  BK AC - 23,94 s
- 1981: 5e ½ fin. EK U20 in Utrecht - 24,32 s

### 4 x 100 m
- 1981: 7e EK U20 in Utrecht - 46,56 s